# Atletica leggera alla XXX Universiade - 3000 metri siepi maschili
La specialità dei 3000 metri siepi maschili all'Universiade di Napoli 2019 si è svolta tra il 9 ed il 12 luglio 2019.

## Podio
| Oro     | Mounaime Sassioui Marocco |
| Argento | Rantso Mokopane Sudafrica |
| Bronzo  | Ashley Smith Sudafrica    |

## Risultati

### Batterie
Passano alla finale i primi cinque atleti di ogni batteria (Q) e i cinque atleti con i migliori tempi tra gli esclusi (q).
| Posizione | Batteria | Nome                   | Nazione       | Tempo   | Note |
| --------- | -------- | ---------------------- | ------------- | ------- | ---- |
| 1         | 1        | Ryohei Sakaguchi       | Giappone      | 8:49.50 | Q    |
| 2         | 1        | Ryan Smeeton           | Canada        | 8:50.56 | Q    |
| 3         | 2        | Jean-Simon Desgagnes   | Canada        | 8:50.83 | Q    |
| 4         | 1        | Rantso Mokopane        | Sudafrica     | 8:51.15 | Q    |
| 5         | 2        | Mounaime Sassioui      | Marocco       | 8:51.36 | Q    |
| 6         | 2        | Jakob Abrahamsen       | Danimarca     | 8:51.54 | Q    |
| 7         | 1        | Mark Pearce            | Regno Unito   | 8:51.69 | Q    |
| 8         | 2        | Ashley Smith           | Sudafrica     | 8:52.06 | Q    |
| 9         | 2        | Max Stevens            | Australia     | 8:52.39 | Q    |
| 10        | 2        | Turgay Bayram          | Turchia       | 8:53.58 | q    |
| 11        | 1        | André Pereira          | Portogallo    | 8:54.94 | Q    |
| 12        | 1        | Luca Sinn              | Austria       | 8:57.23 | q    |
| 13        | 1        | Matthew Clarke         | Australia     | 9:03.13 | q    |
| 14        | 1        | Simon Grannetia        | Paesi Bassi   | 9:05.73 | q    |
| 15        | 2        | Ricardo Ferreira       | Portogallo    | 9:08.93 | q    |
| 16        | 1        | Harry Ewing            | Nuova Zelanda | 9:12.88 |      |
| 17        | 2        | Awet Yohannes          | Svezia        | 9:28.61 |      |
| 18        | 1        | Carlos Augusto Johnson | Argentina     | 9:28.77 |      |
| 19        | 1        | Nikolas Fragkou        | Cipro         | 9:41.87 |      |
| 20        | 2        | Klemen Vilhar          | Slovenia      | 9:42.40 |      |
|           | 2        | Simone Colombini       | Italia        | DNF     |      |
|           | 2        | Noah Schutte           | Paesi Bassi   | DNS     |      |

### Finale
| Pos. | Nome                 | Nazione     | Tempo   | Note                                     |
| ---- | -------------------- | ----------- | ------- | ---------------------------------------- |
|      | Mounaime Sassioui    | Marocco     | 8'30"24 |                                          |
|      | Rantso Mokopane      | Sudafrica   | 8'30"37 | Miglior prestazione personale            |
|      | Ashley Smith         | Sudafrica   | 8:33"60 |                                          |
| 4    | Jean-Simon Desgagnes | Canada      | 8:36"20 |                                          |
| 5    | Ryan Smeeton         | Canada      | 8:40"00 |                                          |
| 6    | Ryohei Sakaguchi     | Giappone    | 8'41"64 |                                          |
| 7    | Mark Pearce          | Regno Unito | 8'42"63 | Miglior prestazione personale            |
| 8    | Turgay Bayram        | Turchia     | 8'42"85 | Miglior prestazione personale            |
| 9    | Jakob Abrahamsen     | Danimarca   | 8'43"54 |                                          |
| 10   | Luca Sinn            | Austria     | 8'43"56 |                                          |
| 11   | Matthew Clarke       | Australia   | 8'43"91 |                                          |
| 12   | André Pereira        | Portogallo  | 8'47"08 | Miglior prestazione personale stagionale |
| 13   | Ricardo Ferreira     | Portogallo  | 8'57"14 | Miglior prestazione personale            |
| 14   | Max Stevens          | Australia   | 8'57"40 |                                          |
| 15   | Simon Grannetia      | Paesi Bassi | 9'02"36 |                                          |